# Max Schmeling

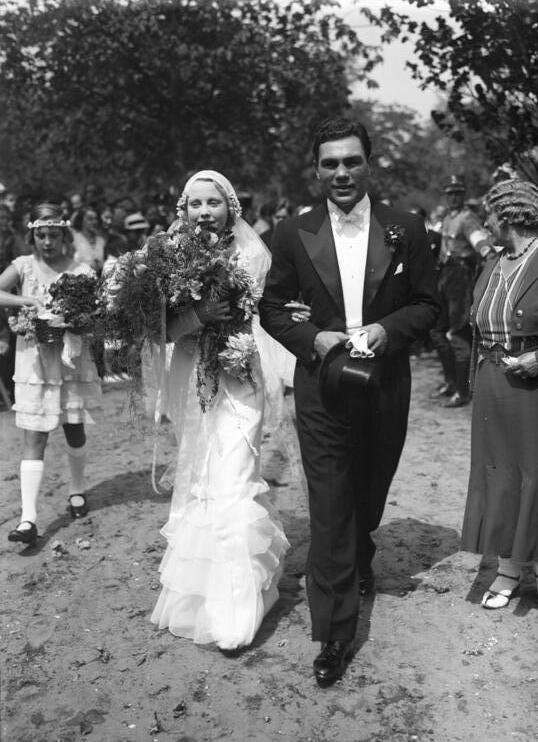
S manželkou Anny Ondra

Max Adolph Otto Siegfried Schmeling (28. září 1905, Klein Luckow – 2. února 2005, Wenzendorf u Hamburku) byl německý boxer. V letech 1930 až 1932 byl mistrem světa v těžké váze. Vítězství vybojoval proti Jacku Sharkeyovi (vlastním jménem Joseph Paul Zukauskas) a boxerovi tmavé pleti Joe Louisovi, se kterým se posléze spřátelil. Dodnes je považován za jednoho z nejpopulárnějších německých sportovců.

## Před válkou
Boxerův otec Max byl lodním kormidelníkem u společnosti Hapag. Otec i matka Amanda rozená Fuchsová patřili ke Svědkům Jehovovým. Max měl mladšího bratra Rudolfa (nar. 1907) a sestru Edith (nar. 1913). Již v osmi letech si začal přivydělávat jako poslíček u lékárníka, ve čtrnácti pak prodejem cigaret. Spolu s otcem patřili k fandům boxu a otec mu dovolil zakoupit si u vetešníka první boxerské rukavice. V roce 1921 mladý Max odešel do Porýní, kde započal svojí boxerskou kariéru.
V roce 1930 se Max Schmeling seznámil s českou herečkou Anny Ondra (Annou Sofií Ondrákovou) a 6. července 1933 se s ní oženil (církevní sňatek se konal 20. července 1933 v Bad Saarow). Manželství trvalo 54 let až do její smrti v roce 1987.

## Období války
Max Schmeling měl rytířskou povahu a přes mnohé nabídky s nacisty nikdy nekolaboroval. Dostal od nich vilu, vyznamenání, které odmítl, a odmítl i vstup do NSDAP. Nacisté přesto dokázali jeho úspěchů i manželství s krásnou a charakterní Anny propagandisticky zneužít. Díky tomu měl přezdívku „Hitlerův kůň“, a také proto byl po porážce nacistického Německa nařčen z kolaborace, Angličany byl odsouzen ke třem měsícům vězení a dostal pokutu 10 000 marek . Na Anny byl v poválečném Československu ze stejného důvodu vydán zatykač. Ve skutečnosti se ovšem přimlouval u Hitlera za svého manažera, který byl židovského původu a, jak vyšlo až v 80. letech najevo, riskoval život, když o tzv. Křišťálové noci sám zachránil dva židovské chlapce.
Za druhé světové války byl Schmeling povolán do armády a zúčastnil se jako příslušník německých výsadkářů invaze na Krétu. Byl raněn, dostal úplavici, a to ho téměř stálo život. V athénském lazaretu také dal rozhovor americkému novináři, což pobouřilo německé vedení, zvláště Goebbelse, neboť Schmeling uvedl, že neví nic o krutosti anglických vojáků a že považuje vstup Američanů do války za neštěstí, neboť vždy pokládal Ameriku za svou druhou vlast .

## Život po válce
V roce 1947 se Schmeling nakrátko vrátil do ringu, vybojoval ještě pět zápasů, poslední z nich v roce 1948. Za svou kariéru vyboxoval 70 profesionálních zápasů, v 56 z nich zvítězil (z toho 40x K.O.). V roce 2015 byl stále jediným Němcem zapsaným v boxerské mezinárodní síni slávy (zápis v r. 1992).
V roce 1949 se Schmeling s manželkou přestěhovali do Hollenstedtu u Hamburku, kde si koupili pozemek a dům. Až do roku 1953 vedli spolu s manželkou farmu s norky. Potom Schmeling založil firmu na nealkoholické nápoje a v roce 1957 získal licenci na zastoupení firmy Coca-Cola.
Schmeling pomohl Joe Loiusovi, který se dostal do finančních potíží, a když Louis v roce 1981 zemřel, platil i část nákladů na jeho pohřeb. Max Schmelling se podílel na výstavbě sportovišť a výchově mladých německých sportovců. V roce 1971 obdržel za svoji činnost Velký spolkový kříž, od roku 1996 je v Berlíně víceúčelová hala nesoucí jeho jméno a v roce 2005 byla vydána poštovní známka 0,55 eura s jeho medailonem.
V roce 1997 poslal Max Schmeling České republice 30 tisíc marek jako pomoc na odstranění škod po ničivé povodni.
Dědictví po Anny Ondrákové a Maxu Schmelingovi bylo určeno na základě jejich rozhodnutí nadaci nesoucí jméno Maxe Schmelinga, která podporuje vesničky SOS .
Max Schmeling se objevil v letech 1930 až 1957 i v několika filmech, rovněž po boku své ženy Anny Ondra.

## Filmografie
- 1930 Liebe in Ring, role: boxer, režie Reinhold Schünzel
- 1934 Knock-out (Mladé děvče, mladý muž), divadelní osvětlovač–boxer, režie Karel Lamač a Hans H. Zerlett
- 1938 Es leuchten die Sterne (Když hvězdy svítí), režie Hans H. Zerlett
- 1953 Keine Angst vor grossen Tieren, divák v cirkuse – Max Schmeling, režie Ulrich Erfurth
- 1957 Die Zürcher Verlobung, režie Helmut Käutner

### Film
- Hitlerovi šampioni; režie: Jean-Christophe Rosé; historický dokument; Francie, 2016, 2x52 min